# Lasippa nirvana
Lasippa nirvana är en fjärilsart som beskrevs av Felder 1867. Lasippa nirvana ingår i släktet Lasippa och familjen praktfjärilar. Inga underarter finns listade i Catalogue of Life.